# Venezuela az 1980. évi nyári olimpiai játékokon
Venezuela a szovjetunióbeli Moszkvában megrendezett 1980. évi nyári olimpiai játékok egyik részt vevő nemzete volt. Az országot az olimpián 7 sportágban 37 sportoló képviselte, akik összesen 1 érmet szereztek.

## Érmesek
| Érem  | Versenyző    | Sportág   | Versenyszám |
| ----- | ------------ | --------- | ----------- |
| Ezüst | José Piñango | Ökölvívás | Harmatsúly  |

## Atlétika
Férfi
| Versenyző      | Versenyszám | Előfutam | Előfutam | Előfutam | Elődöntő | Elődöntő | Elődöntő | Döntő   | Döntő    |
| Versenyző      | Versenyszám | Idő      | Hely.    | Össz.    | Idő      | Hely.    | Össz.    | Idő     | Helyezés |
| -------------- | ----------- | -------- | -------- | -------- | -------- | -------- | -------- | ------- | -------- |
| William Wuycke | 800 m       | 1:48,42  | 4.       | 8.       | 1:47,38  | 4.       | 10.      | kiesett | kiesett  |

## Kerékpározás

### Országúti kerékpározás
Férfi
| Versenyző                                           | Versenyszám     | Idő                | Helyezés      |
| --------------------------------------------------- | --------------- | ------------------ | ------------- |
| Jesús Torres                                        | Mezőnyverseny   | 4:57:39 (+9:10)    | 20.           |
| Mario Medina                                        | Mezőnyverseny   | 5:04:08 (+15:39)   | 34.           |
| Olinto Silva                                        | Mezőnyverseny   | nem ért célba      | nem ért célba |
| Juan Arroyo                                         | Mezőnyverseny   | nem ért célba      | nem ért célba |
| Claudio Pérez Olinto Silva Juan Arroyo Mario Medina | Csapat időfutam | 2:14:15,8 (+12:54) | 18.           |

## Labdarúgás
| Venezuelai labdarúgócsapat-játékoskeret                                                                                             | Venezuelai labdarúgócsapat-játékoskeret |
| --- | --- |
| - Pedro Acosta - Ordan Aguirre - Bernardo Añor - Emilio Campos - Nelson Carrero - Rodolfo Carvajal - Angel de Jesús - Mauro Cichero | - Roberto Elie - Pedro Febles - Alexis Peña - Fernando Pereira - Asdrúbal Sánchez - Eustorgio Sánchez - Juan José Vidal - Iker Zubizarreta |

### Eredmények
Csoportkör
A csoport
| Csapat      | M | Gy | D | V | G+ | G– | Gk  | P |
| ----------- | - | -- | - | - | -- | -- | --- | - |
| Szovjetunió | 3 | 3  | 0 | 0 | 15 | 1  | +14 | 6 |
| Kuba        | 3 | 2  | 0 | 1 | 3  | 9  | –6  | 4 |
| Venezuela   | 3 | 1  | 0 | 2 | 3  | 7  | –4  | 2 |
| Zambia      | 3 | 0  | 0 | 3 | 2  | 6  | –4  | 0 |

| 1980. július 20. 12:00 |

| Szovjetunió (URS)                                     | 4–0               | Venezuela |
| ----------------------------------------------------- | ----------------- | --------- |
| Andrejev 3' Cserenkov 25' Gavrilov 34' Oganeszjan 51' | (3–0) Jegyzőkönyv |           |

| Lenin Stadion, Moszkva Játékvezető: Franz Wöhrer (osztrák) |

| 1980. július 22. 12:00 |

| Kuba (CUB)              | 2–1               | Venezuela       |
| ----------------------- | ----------------- | --------------- |
| Hernández 49' Núñez 71' | (0–0) Jegyzőkönyv | Zubizarreta 68' |

| Kirov Stadion, Leningrád Nézőszám: 70 000 Játékvezető: Emilio Guruceta-Muro (spanyol) |

| 1980. július 24. 12:00 |

| Venezuela (VEN)                     | 2–1               | Zambia      |
| ----------------------------------- | ----------------- | ----------- |
| Zubizarreta 86' Elie 90' (11-esből) | (0–0) Jegyzőkönyv | Chitalu 73' |

| Kirov Stadion, Leningrád Nézőszám: 80 000 Játékvezető: Jésus Paulino Siles (Costa Rica-i) |

| Csapat          | Helyezés |
| --------------- | -------- |
| Venezuela (VEN) | 9.       |

## Ökölvívás
| Versenyző           | Versenyszám   | Selejtező         | 32-es főtábla                     | Nyolcaddöntő                             | Negyeddöntő                | Elődöntő                   | Döntő                            | Helyezés |
| Versenyző           | Versenyszám   | Ellenfél Eredmény | Ellenfél Eredmény                 | Ellenfél Eredmény                        | Ellenfél Eredmény          | Ellenfél Eredmény          | Ellenfél Eredmény                | Helyezés |
| ------------------- | ------------- | ----------------- | --------------------------------- | ---------------------------------------- | -------------------------- | -------------------------- | -------------------------------- | -------- |
| Pedro Nieves        | Papírsúly     |                   | Singkham Phongpratith (LAO) · RSC | Dietmar Geilich (GDR) · 0:5              | kiesett                    | kiesett                    | kiesett                          | 9.       |
| Armando Guevara     | Légsúly       |                   | Nyamyn Narantuyaa (MGL) · 5:0     | Cso Rjonsik (Jo Ryon-Sik) (PRK) · 1:4    | kiesett                    | kiesett                    | kiesett                          | 9.       |
| José Piñango        | Harmatsúly    | erőnyerő          | Ernesto Alguera (NCA) · 4:1       | Veli Koota (FIN) · kizárták              | John Siryakibbe (UGA) · KO | Dumitru Cipere (ROU) · 3:2 | Juan Hernández Pérez (CUB) · 0:5 |          |
| Antonio Esparragoza | Pehelysúly    | erőnyerő          | Peter Hanlon (GBR) · 1:4          | kiesett                                  | kiesett                    | kiesett                    | kiesett                          | 17.      |
| Nelson Trujillo     | Könnyűsúly    |                   | Seán Doyle (IRL) · RSC            | kiesett                                  | kiesett                    | kiesett                    | kiesett                          | 17.      |
| Nelson Rodríguez    | Kisváltósúly  |                   | John Munduga (UGA) · 1:4          | kiesett                                  | kiesett                    | kiesett                    | kiesett                          | 17.      |
| Elio Díaz           | Váltósúly     |                   | Lucas Msomba (TAN) · 1:4          | kiesett                                  | kiesett                    | kiesett                    | kiesett                          | 17.      |
| Jackson Rivera      | Nagyváltósúly |                   | Roger Houangni (BEN) · 5:0        | Wilson Kaoma (ZAM) · kizárták            | kiesett                    | kiesett                    | kiesett                          | 9.       |
| Jesús Cabeza        | Középsúly     |                   | erőnyerő                          | Csang Bongmun (Jang Bong-Mun) (PRK) · KO | kiesett                    | kiesett                    | kiesett                          | 9.       |

## Sportlövészet
Nyílt
| Versenyző                | Versenyszám | Pont | Helyezés |
| ------------------------ | ----------- | ---- | -------- |
| Julio Jesús de las Casas | Skeet       | 194  | 11.      |
| Juan Lavieri             | Skeet       | 185  | 33.      |

## Súlyemelés
| Versenyző        | Versenyszám | Szakítás | Szakítás | Lökés    | Lökés    | Összesen | Helyezés |
| Versenyző        | Versenyszám | Eredmény | Helyezés | Eredmény | Helyezés | Összesen | Helyezés |
| ---------------- | ----------- | -------- | -------- | -------- | -------- | -------- | -------- |
| Humberto Fuentes | 52 kg       | 90,0     | 11.      | 117,5    | 9.       | 207,5    | 11.      |

## Úszás
Férfi
| Versenyző           | Versenyszám    | Előfutam | Előfutam | Előfutam | Elődöntő | Elődöntő | Elődöntő | Döntő   | Döntő    |
| Versenyző           | Versenyszám    | Idő      | Hely.    | Össz.    | Idő      | Hely.    | Össz.    | Idő     | Helyezés |
| ------------------- | -------------- | -------- | -------- | -------- | -------- | -------- | -------- | ------- | -------- |
| Alberto Mestre      | 100 m gyors    | 52,62    | 5.       | 17.      | kiesett  | kiesett  | kiesett  | kiesett | kiesett  |
| Alberto Mestre      | 200 m gyors    | 1:55,69  | 4.       | 27.      |          |          |          | kiesett | kiesett  |
| Jean-Marie François | 200 m gyors    | 1:54,76  | 5.       | 20.      |          |          |          | kiesett | kiesett  |
| Jean-Marie François | 400 m gyors    | 4:04,48  | 5.       | 22.      |          |          |          | kiesett | kiesett  |
| Rafael Vidal        | 100 m pillangó | 57,33    | 4.       | 18.      | kiesett  | kiesett  | kiesett  | kiesett | kiesett  |
| Rafael Vidal        | 200 m pillangó | 2:04,23  | 4.       | 11.      |          |          |          | kiesett | kiesett  |